# Ari Aster
Pour les articles homonymes, voir Aster.
Ari Aster est un réalisateur, scénariste et producteur américain né le 15 juillet 1986 à New York.
Il est principalement connu pour avoir réalisé et écrit les films d'horreur psychologiques Hérédité (2018) et Midsommar (2019) ainsi que le court-métrage The Strange Thing About the Johnsons (2011).

## Biographie

### Enfance
Ari Aster naît le 15 juillet 1986 à New York, d'un père musicien et d'une mère poète. D'ascendance juive, il passe son enfance entre New York, la ville de Chester en Angleterre et le Nouveau Mexique.
À l'adolescence, il devient obsédé par les films d'horreur qu'il loue au vidéo-club et commence à écrire des scénarios. Il obtient une maîtrise en beaux-arts de l'American Film Institute.

### Carrière

#### Courts-métrages
Le premier film d'Aster est le court-métrage Tale of Two Tims, qu'il écrit à l'Université d'art et de design de Santa Fe et soumis à l'American Film Institute. Cela lui a valu une bourse pour suivre le programme d'études supérieures en réalisation au Conservatoire de l'AFI. Aster a ensuite réalisé plusieurs films du cycle AFI, ainsi que des courts métrages comiques réalisés avec des amis de l'industrie comme TDF Really Works en 2011. Aster a ensuite réalisé un court métrage de rupture, The Strange Thing About the Johnsons, qui met en scène Billy Mayo, Brandon Greenhouse et Angela Bullock dans le rôle de membres d'une famille de banlieue dans laquelle le fils est impliqué dans une relation incestueuse et abusive avec son père.
The Strange Thing About the Johnsons a été le film de thèse d'Aster alors qu'il étudiait à l'American Film Institute en Californie. Il a ensuite été projeté dans des festivals de cinéma en 2011, en première au Slamdance Film Festival (en) dans l'Utah le 22 janvier, avant de fuiter en ligne en novembre et d'acquérir de la notoriété. Ivan Kander, du site Short of the Week, a écrit que les commentaires sur YouTube allaient "de l'acclamation effusive au vitriol dégoûtant. Et sur Internet, cela signifie que c'est un succès". Il a travaillé sur la production avec ses camarades de l'école. L'histoire a d'abord été conçue en discutant de tabous avec ses amis, dont Greenhouse, avant la première année d'Aster à l'AFI.
Entre 2011 et 2016, Aster a écrit et réalisé cinq autres courts-métrages, souvent en collaboration avec ses amis du Conservatoire AFI, Alejandro de Leon et Pawel Pogorzelski.

#### Premières collaborations avec A24
En 2018, Aster a fait ses débuts au cinéma avec le drame d'horreur psychologique Hérédité, distribué par A24. Le long-métrage est présenté en janvier 2018 au festival de Sundance dans la section Midnight, et est sorti en salles aux États-Unis le 8 juin 2018. Il met en scène Toni Collette, Alex Wolff, Milly Shapiro et Gabriel Byrne dans le rôle d'une famille hantée par une mystérieuse présence après la mort de la cadette familiale. Hérédité est acclamé par la critique et la performance de Collette est particulièrement saluée. Le film est un succès commercial, avec plus de 81 millions de dollars récoltés pour un budget de 10 millions de dollars.
En 2019 sort son deuxième film, toujours dans le registre de l'horreur, Midsommar, produit et distribué par A24, avec Florence Pugh en vedette. Il suit un groupe d'amis qui se rendent en Suède pour un festival qui a lieu une fois tous les 90 ans et se retrouvent dans les griffes d'un culte païen. Midsommar sort en salles aux États-Unis le 3 juillet 2019. Le film reçoit des critiques largement positives, dont beaucoup ont salué la réalisation ainsi que la performance de Pugh. La version d'auteur de 171 minutes sort dans les salles américaines une semaine plus tard. Pour son travail sur le film, Aster reçoit une nomination pour le meilleur scénario à la 29e cérémonie des Gotham Independent Film Awards.
En 2019, Ari et le producteur danois Lars Knudsen annoncent la création de leur société de production, Square Peg.
Le 25 novembre 2020, les médias indiquent que son prochain projet serait un film d'horreur psychologique intitulé Beau Is Afraid et que Joaquin Phoenix serait en pourparlers pour le rôle principal, ce qui est confirmé le 18 février 2021. Un temps intitulé Disappointment Blvd, et décrit comme "un portrait intimiste sur plusieurs décennies de l’un des plus brillants entrepreneurs de tous les temps", le film produit et distribué par A24 met en scène également Nathan Lane et Patti Lupone. Il sort le 14 mars 2023 dans les cinémas américains. Il reçoit des critiques positives et modérées, mais il ne rencontre pas le même succès commercial que les précédents longs-métrages au box-office. Selon A24, le film aurait enregistré un déficit de 35 millions de dollars.
En 2024, il tourne son quatrième long-métrage, un western contemporain intitulé Eddington dans lequel il retrouve Joaquin Phoenix et où il accueille Pedro Pascal, Emma Stone et Austin Butler pour la distribution. Le film est sélectionné en compétition officielle au Festival de Cannes 2025.

## Influences
Lors d’une interview avec The Criterion Collection, Aster liste quelques uns de ses films préférés et ses influences :
- Rosemary's Baby (1968) de Roman Polanski
- Fanny et Alexandre (1983) d'Ingmar Bergman
- Persona (1966) d'Ingmar Bergman
- Une question de vie ou de mort (1946) de Michael Powell
- 45 ans (2016) d'Andrew Haigh
- A Brighter Summer Day (1991) d'Edward Yang
- Le Temps de l’innocence (1993) de Martin Scorsese
- La Pianiste (2001) de Michael Haneke
- Huit et demi (1963) de Federico Fellini
- Repulsion (1966) de Roman Polanski

## Filmographie

### Réalisateur

#### Courts-métrages
- 2008 : Herman's Cure-All Tonic
- 2011 : TDF Really Works
- 2011 : The Strange Thing About the Johnsons
- 2011 : Beau
- 2013 : Munchausen
- 2014 : Basically[9]
- 2014 : The Turtle's Head[10]
- 2016 : C'est la vie[11]

#### Longs-métrages
- 2018 : Hérédité (Hereditary)
- 2019 : Midsommar
- 2023 : Beau Is Afraid
- 2025 : Eddington

### Producteur
- 2023 : Beau Is Afraid de lui-même
- 2023 : Dream Scenario de Kristoffer Borgli
- 2024 : Rumours de Guy Maddin et Evan et Galen Johnson (producteur exécutif)
- 2025 : Death of a Unicorn d'Alex Scharfman (producteur délégué)
- 2025 : Eddington de lui-même
- 2025 : Bugonia de Yórgos Lánthimos